# Liste der Kulturdenkmäler in Bullay
In der Liste der Kulturdenkmäler in Bullay sind alle Kulturdenkmäler der rheinland-pfälzischen Ortsgemeinde Bullay aufgeführt. Grundlage ist die Denkmalliste des Landes Rheinland-Pfalz (Stand: 21. September 2023).

## Denkmalzonen
| Bezeichnung                    | Lage                           | Baujahr         | Beschreibung  | Bild                           |
| ------------------------------ | ------------------------------ | --------------- | ------------- | ------------------------------ |
| Denkmalzone Jüdischer Friedhof | Nispelter Kehr, bei Nr. 3 Lage | 19. Jahrhundert | 44 Grabsteine | weitere Bilder Fotos hochladen |

## Einzeldenkmäler
| Bezeichnung                                 | Lage                                         | Baujahr                  | Beschreibung | Bild                           |
| ------------------------------------------- | -------------------------------------------- | ------------------------ | --- | ------------------------------ |
| Magdalenenkapelle                           | Alte Poststraße, zwischen Nr. 11 und 13 Lage | 1657                     | offener Putzbau, bezeichnet 1657 | weitere Bilder Fotos hochladen |
| Bahnhof Bullay                              | Bahnhofsplatz 1 Lage                         | um 1905                  | vielgliedriges späthistoristisches Bahnhofsgebäude, Bruchstein, teilweise verputzt, um 1905; Gesamtanlage mit Bahnsteigen | weitere Bilder Fotos hochladen |
| Villa                                       | Bergstraße 20 Lage                           | 1920er Jahre             | stattliche Villa, teilweise holzverkleidet, 1920er Jahre | Fotos hochladen                |
| Wohnhaus                                    | Brautrockstraße 40 Lage                      | um 1900                  | Bruchsteinbau, Neurenaissance, um 1900 | weitere Bilder Fotos hochladen |
| Weinbauschule                               | Fährstraße 5 Lage                            | 1903                     | ehemalige Weinbauschule; späthistoristisches Fachwerkhaus in Mischbauweise, 1903, zwei verputzte Massivgeschosse, Fachwerkobergeschoss, Ecklisenen und Fenstergewände in Backstein, Mittelrisalite an Vorder- und Rückseite, Laterne mit geschweifter Haube, durch Einbau von Loggien verändert | weitere Bilder Fotos hochladen |
| Wegekapelle                                 | Im Tal Lage                                  | um 1900                  | Wegekapelle, Backsteinfassade, um 1900 | Fotos hochladen                |
| Katholische Pfarrkirche St. Maria Magdalena | Kirchstraße Lage                             | 1871–73                  | neugotischer Saalbau, 1871–73, Erweiterung 1936; separater Turm von 1952/53 | weitere Bilder Fotos hochladen |
| Relief                                      | Lindenplatz, an Nr. 4 Lage                   |                          | barockes Muschelnischenrelief | Fotos hochladen                |
| Zehnthaus                                   | Zehnthausstraße 8 Lage                       | 1593                     | ehemaliges Zehnthaus (?); dreigeschossiges Fachwerkhaus, teilweise massiv, abgewalmtes Mansarddach, bezeichnet 1593, wohl im 18. Jahrhundert überformt | Fotos hochladen                |
| Wohnhaus                                    | Zehnthausstraße 14 Lage                      | frühes 17. Jahrhundert   | dreigeschossiges Fachwerkhaus, teilweise massiv, Krüppelwalmdach, frühes 17. Jahrhundert | Fotos hochladen                |
| Wohnhaus                                    | Zehnthausstraße 16 Lage                      | 17. Jahrhundert          | Fachwerkhaus, teilweise massiv, 17. Jahrhundert | Fotos hochladen                |
| Wohnhaus                                    | Zehnthausstraße 32 Lage                      | 16. Jahrhundert          | dreigeschossiges Fachwerkhaus, teilweise massiv, verputzt, 16. Jahrhundert | Fotos hochladen                |
| Wohnhaus                                    | Zehnthausstraße 34 Lage                      | 17. Jahrhundert          | Fachwerkhaus, teilweise massiv, 17. Jahrhundert | Fotos hochladen                |
| Wohnhaus                                    | Zehnthausstraße 36 Lage                      | 18. oder 19. Jahrhundert | Fachwerkhaus, teilweise massiv und verschiefert, 18. oder 19. Jahrhundert | Fotos hochladen                |
| Eisenbahnbrücke (Doppelstockbrücke Bullay)  | südwestlich des Ortes Lage                   | 1877/78                  | zweigeschossige Brücke der Moselstrecke Trier–Koblenz, erste Doppelstockbrücke Deutschlands, 1877/78, 1928/29 erneuert, 1945 teilweise zerstört, anschließend repariert | weitere Bilder Fotos hochladen |
| Gedächtniskreuz                             | nordöstlich des Ortes am Hang Lage           | 19. Jahrhundert          | neugotisches Gusseisenkreuz, 19. Jahrhundert; seit 1945 Kriegergedächtniskreuz | Fotos hochladen                |